# São Martinho de Galegos
São Martinho de Galegos es una freguesia portuguesa del concelho de Barcelos, con 3,10 km² de superficie y 2051 habitantes (2001). Densidad de población: 661,6 hab/km².
Es la tierra donde nació la ilustre ceramista portuguesa Rosa Ramalho.